# ゲルマリンゲン
ゲルマリンゲン (ドイツ語: Germaringen) は、ドイツ連邦共和国バイエルン州シュヴァーベン行政管区のオストアルゴイ郡に属す町村（以下、本項では便宜上「町」と記述する）である。

## 地理
ゲルマリンゲンはアルゴイ計画地域（オストアルゴイ郡）に属す。

### 自治体の構成
この町は、公式には5つの地区 (Ort) からなる。このうち小集落や孤立農場などを除く集落を以下に列記する。
- ケッターシュヴァング
- オーバーゲルマリンゲン
- ウンターゲルマリンゲン

集落は以下の通りである: オーバーゲルマリンゲン（2504人）、ウンターゲルマリンゲン（789人）、ケッターシュヴァング（410人）、その他の小集落および孤立農場の合計（70人）である（人口は2007年12月31日時点の数値）。
近隣の都市は、カウフボイレンが 7km、バート・ヴェリスホーフェンが 15km、最寄りのアウトバーンのインターチェンジはA96号線（リンダウ - ミュンヘン線）のブーフローエ・インターチェンジで 14km、ブーフローエ自体は 18kmの距離にある。最寄りの駅はカウフボイレンにあり、ミュンヘン、リンダウ、オーベルストドルフへ結ばれている。

## 歴史
ゲルマリンゲンは帝国自由都市カウフボイレンに属した。ゲルマリンゲンにはオーバーゲルマリンゲン、ウンターゲルマリンゲンおよびリーダーローの集落が属す。ケッターシュヴァングは1803年にイルゼー帝国修道院の世俗化によりバイエルン領となった（シュヴェービスホーフェンまでを含む）。バイエルンの行政改革に伴う1818年の市町村令により自治体が成立した。バイエルン州の自治体再編によりゲルマリンゲンとケッターシュヴァングが合併した。

### 1840年からの人口推移
| 年   | 人口  |
| ---- | ----- |
| 1840 | 875   |
| 1895 | 1,168 |
| 1910 | 1,235 |
| 1933 | 1,275 |
| 1946 | 1,966 |

| 年    | 人口  |
| ----- | ----- |
| 1970  | 2,382 |
| 1980  | 2,515 |
| 1990  | 2,978 |
| 2000  | 3,644 |
| 2007* | 3,773 |

* 2007年12月31日; 1970年までの人口にはシュヴェービスホーフェンとリーダーローは含まれていない。; 出典 ゲルマリンゲン町

## 行政
町議会は16議席からなる。
町長はヘルムート・ブーハー (Freie Wgem. Untergermaringen) である。

### 姉妹都市
- ラ・ヴェリー（フランス、ヴァンデ県）

ゲルマリンゲンはフランスのラ・ヴェリーと1992年または1994年に姉妹都市協定を締結した。これ以前の1976年からすでに4年ごとの間隔で定期的な相互訪問が行われていた。2000年に両町の姉妹都市記念碑が公式に建立された。2001年に友好関係25周年が祝われた。2008年の訪問の際に町役場で姉妹都市の像（タイトルは『国境を越える友情』）の除幕式が行われた。

## 文化と見所
町の景観は教会によって形成されている。特筆すべきはウンターゲルマリンゲンのゲオリギベルク（ゲオルクの山）に建つ聖ゲオルク教会、オーバーゲルマリンゲンの聖ヴェンデリン教会である。

### 聖ゲオルク教会
何十年も前から毎年ゲオルク祭（4月23日）に周辺の信者らは聖ゲオルク教会を参詣することになっている。山の教会へ通じる径はボダイジュに縁取られ、途中17世紀に建てられた6軒の壁で囲まれた小屋がある。
教会の壁とアプス（後陣）は、1180年頃のヴェルフェン家の時代に凝灰岩の切石で建造されたものである。切妻屋根の塔は15世紀初めに建てられた。この建物は1966年1970年まで包括的な修復が行われ、調度にあった元来のロマネスク様式に戻された。この際、大光輪を背負ったキリストを描いたロマネスク様式の後陣フレスコが発見された。

### 聖ヴェンデリン教会
オーバーゲルマリンゲンの聖ヴェンデリン教会は16世紀にはすでに聖ヴァンデリンへの巡礼教会として文献上に記述がある。元々礼拝堂があった場所に1697年にバロック教会の建設が始まった。建設計画はおそらくヴェッソブルンの建築家で化粧漆喰職人でもあったヨハン・シュムーツァーによると推測されている。ドーム屋根を持つ塔2本を含む建設工事は1727年に完成した。
教会内部は壁画、天井画やヴェッソブルン様式のマイスターによる充実した化粧漆喰に満ちている。壁には聖ヴェンデリンの生涯や伝説に基づく数多くのフレスコがある。ヴォールトには、豪華な化粧漆喰の装飾に縁取られ、旧約聖書・新約聖書を題材とした絵が描かれている。
この教会には聖ヴァンデリンの聖遺物が納められている。現在でも巡礼の参詣者がある。伝統的なヴァンデリンの騎乗パレードは復活し、3年に1度行われるようになった。記録に遺る馬や馬車が参加する大規模な騎乗パレードは、この家畜の守護聖人の1300年目の命日にあたる1924年6月12日に初めて開催された。ヴェンデリン祭の行われる年の10月（キルメス後の火曜日）には家畜への祝福が与えられる。聖ヴェンデリンは昔同様にオーバーゲルマリンゲンの教会組織から崇拝されている。この他に巡礼や家畜飼育祭も開催される。復活祭の月曜日には聖ヴェンデリンの栄誉に向けての祝日の礼拝が聖遺物参拝とともに行われる。

## 経済と社会資本

### 経済
町内にある主な企業は以下の通り
- オットー・ノッカー GmbH: 食肉加工、ソーセージ製造
- GRUMA 有用車両: 農業機械
- カール＝ハインツ・ディートリヒ国際輸送 BmbH & Co. KG: 輸送業

### 交通
オーバーゲルマリンゲン地区は連邦道B12号線沿いに位置している。

### 教育
- 基礎課程・本課程学校 1校

## 訳注
1. ↑  キルメス (ドイツ語: Kirmes) は教会開基祭を起源とする民俗祭である。